# Dis-Moi Joséphine
Dis-Moi Joséphine è il primo EP della cantante franco-statunitense Joséphine Baker, pubblicato nel 1956.

## Tracce
1. J'ai Deux Amours (Géo Koger, Henri Varna, Vincent Scotto)
2. La Petite Tonkinoise (Henri Christiné, Vincent Scotto) – direttore d'orchestra Jo Bouillon
3. Voulez-vous De La Canne A Sucre (feat. Adrien Lamy) (Georges Paddy, Henri Varna, Léo Lelièvre)
4. Dis-moi Josephine (Henri Varna, Léo Lelièvre, Zerkovitz Béla) – direttore d'orchestra Edmond Mahieux